# Jean Lurçat

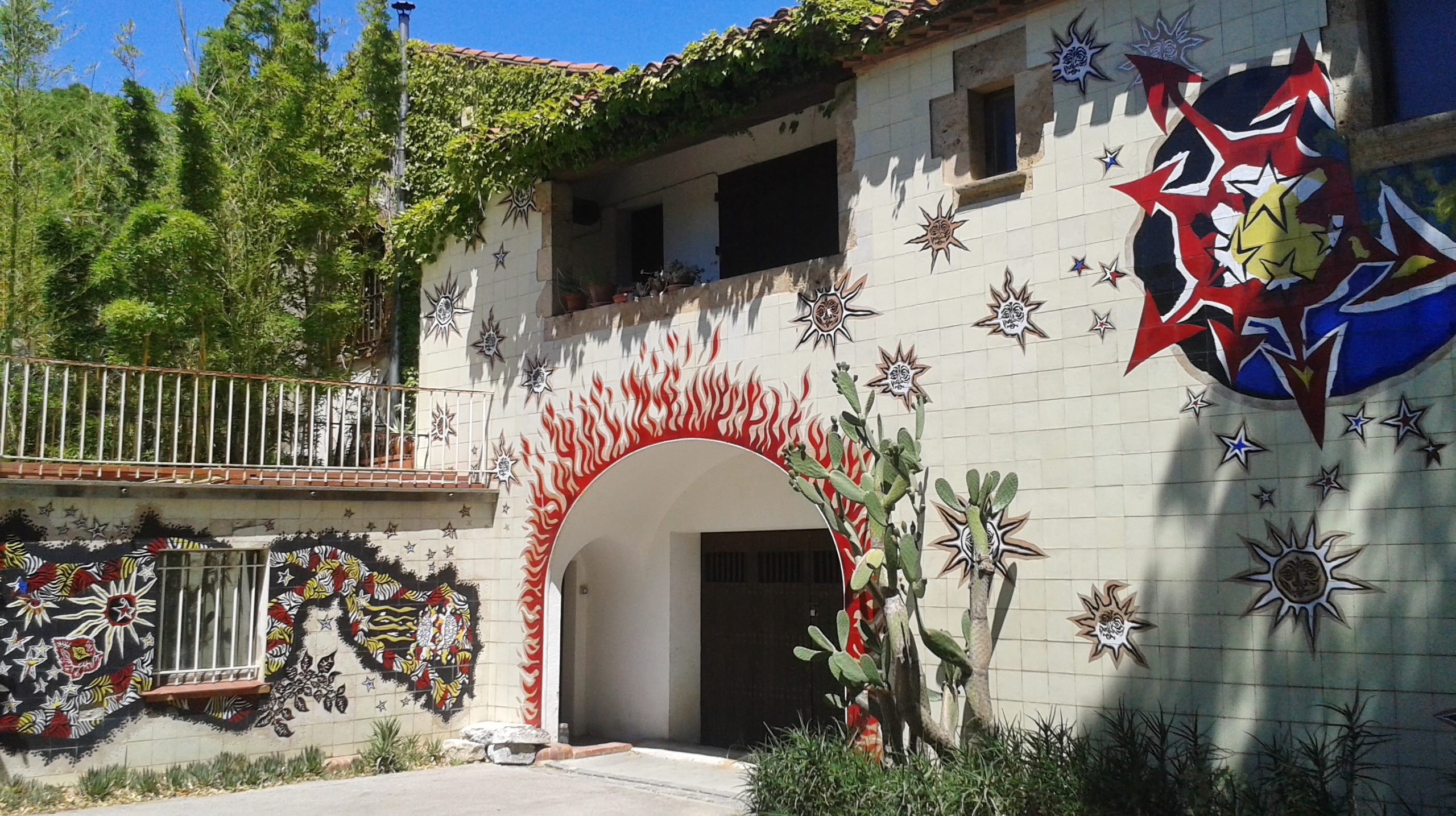
Keramikfliesen von Jean Lurçat an der Fassade des Ateliers Sant Vicens in Perpignan, Pyrénées-Orientales, Frankreich.

Jean Lurçat (* 1. Juli 1892 in Bruyères, Département Vosges; † 6. Januar 1966 in Saint-Paul-de-Vence) war französischer Maler, Keramiker und Bildwirker. Er war der Bruder des Architekten André Lurçat.

## Leben
Jean Lurçat studierte zunächst in Nancy bei Victor Prouvé, danach an der École des beaux-arts und an der Académie Colarossi in Paris. 1914 wurde er wegen pazifistischer Umtriebe verhaftet. Zwischen den Weltkriegen entwickelte sich Lurçat zu einem bekannten Maler in Frankreich. Während des Zweiten Weltkrieges engagierte er sich aktiv in der französischen Résistance, der Widerstandsbewegung gegen die deutschen Okkupationstruppen. Nach Kriegsende entfaltete er eine rege Tätigkeit, um nach eigener Aussage „… das Virus der Tapisserie in aller Welt zu verbreiten.“
Im Jahre 1956 heiratete Jean Lurçat Simone Selves (1915–2009), mit der er schon während der Résistance zusammengearbeitet hatte. Nach vielen Auslandsaufenthalten lebte und arbeitete er hauptsächlich in Aubusson (Creuse) und in Saint-Laurent-les-Tours (Lot). Im Jahre 1966 starb er infolge einer langjährigen Herzkrankheit im Alter von 73 Jahren in Saint-Paul-de-Vence (Alpes-Maritimes).

## Werk
Von 1919 bis 1936 ist Jean Lurçat hauptsächlich als Maler tätig. Seine surrealistischen Freunde inspirieren ihn, vor allem in der Bildsprache. In diesem Sinne schuf er Illustrationen für À la dérive und Corps perdu von Philippe Soupault und Les Limbes von Charles Albert Cingria. Er schrieb und illustrierte den Text Toupies et Baroques.
Die Wüstenlandschaften, die er auf seinen Reisen durch Spanien, Nordafrika, Griechenland und Kleinasien sah, fügten dem bisherigen surrealistischen Einfluss eine weitere Dimension hinzu. Seine Bilder aus dieser Zeit zeigen oft karge, felsige Landschaften, unterbrochen von Ruinen, in denen gelegentlich eine einsame Gestalt zu sehen ist.
Ab 1930, nach einem Aufenthalt in Arcachon, führte er maritime Themen in seine Gemälde ein, inspiriert von einer Schiffswerft und später von der Küstenlandschaft des Cap Ferrat. 1936 entwirft er den Wandteppich Illusions d'Icarus (im Palais Royal in Le Havre) und entwickelt in der Folge den unverwechselbaren Stil, der seine Wandteppiche unverkennbar macht.
Vor allem aber gilt er als wichtigster zeitgenössischer Vertreter der Bildwirkerei, die er durch seine Begeisterung, Inspiration und Schaffensfreude in enger Zusammenarbeit mit der Aubusson-Manufaktur neu belebte. In Aubusson entstand auch 1933 seine erste Tapisserie.
1937 wurden in der Nazi-Aktion „Entartete Kunst“ seine Aquarelle Türke mit grauer Weste und Marocain aus dem Staatlichen Museum Saarbrücken beschlagnahmt und zerstört.
In den 50er und 60er Jahren fanden in allen Kontinenten bemerkenswerte Ausstellungen mit Wandteppichen, Gemälden, Zeichnungen und Keramiken des Künstlers statt.
1957 begann Lurçat mit dem ersten Motiv seiner monumentalen Teppichfolge Le Chant du monde (Der Gesang der Welt), ein riesiges Werk mit einer Fläche von 500 m².

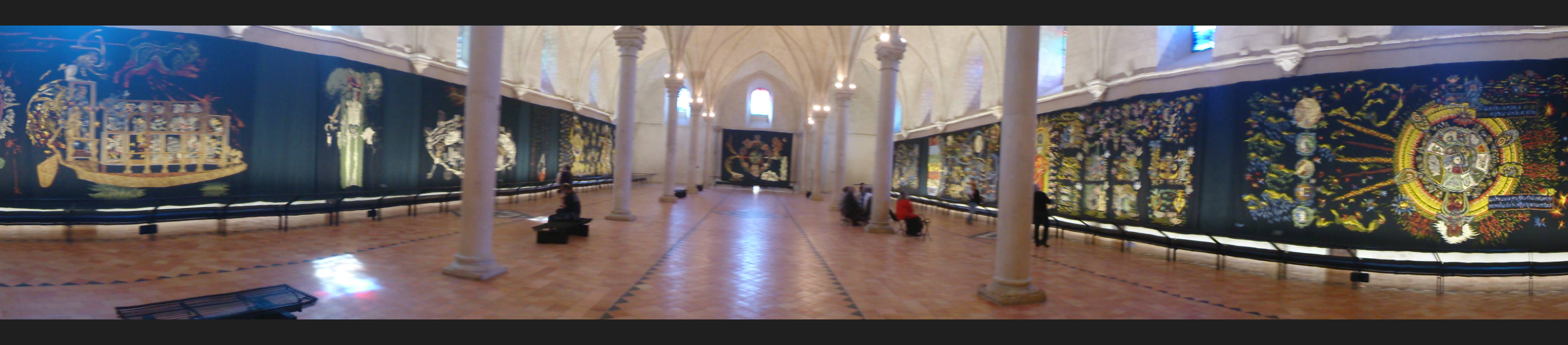
Jean Lurçat - Le chant du monde - Musée Jean-Lurçat et de la Tapisserie Contemporaine, Angers

Der aus zehn Bildteppichen bestehende Wandteppich Le Chant du Monde gilt als das Meisterwerk von Jean Lurçat (1892–1966).
Der Wandbehang wurde in Aubusson, einer Stadt im Departement Creuse, die seit dem 16. Jahrhundert für die Qualität ihrer Weber bekannt ist, in Auftrag gegeben und über einen Zeitraum von etwa zehn Jahren von drei Werkstätten (Tabard, Picaud und Goubely) gewebt.
Von La Grande Menace bis zu Ornamentos Sagrados, dem ersten und letzten Stück dieses Zyklus, ist Le Chant du Monde sowohl eine poetische und symbolische Vision der Welt als auch das Manifest eines engagierten Künstlers einer Generation, die von zwei Kriegen erschüttert wurde. Jean Lurçat definiert darin den Platz des Menschen im Universum. Es ist eine Botschaft der Hoffnung und des Friedens, die vor dem Hintergrund des Kalten Krieges und der allgegenwärtigen Bedrohung durch die Atombombe formuliert wurde.
Das Ensemble versteht sich als moderne Version der Apokalypse, eines berühmten mittelalterlichen Wandbehangs, der den Künstler bei seiner Entdeckung 1937 tief beeindruckt hatte (im Château d’Angers ausgestellt). Es war Lurçats Wunsch, dass Le Chant du Monde in der Nähe dieses ihn inspirierenden Werkes ausgestellt werden sollte. Ein Jahr nach seinem Tod 1967 erwarb die Stadt den Wandteppich von seiner Frau Simone Lurçat. Seitdem ist er in diesem Raum zu sehen.

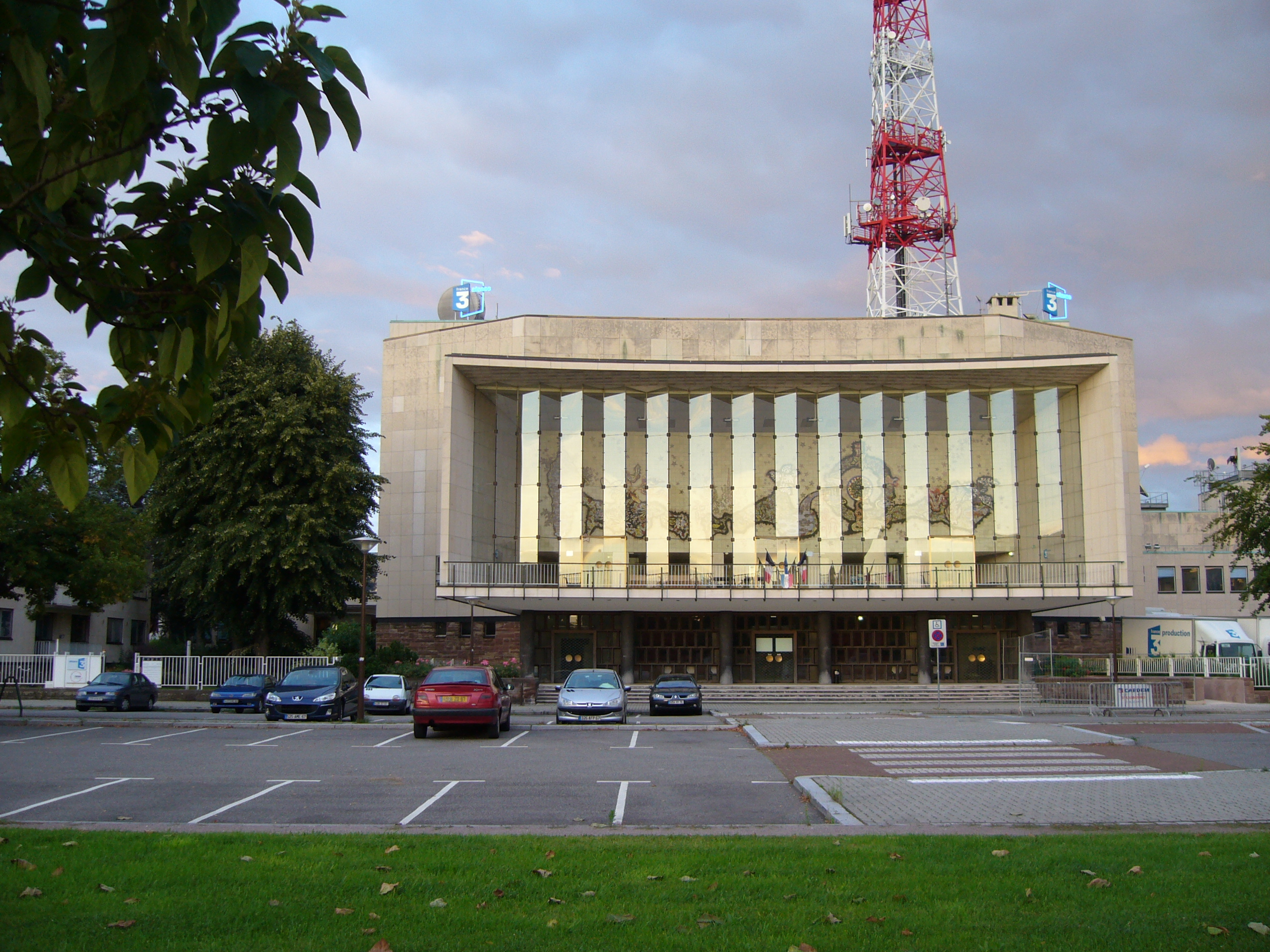
Hauptsitz des Senders France 3 Alsace in Straßburg, mit einem Keramikfries von Jean Lurçat, La Création du monde (Die Erschaffung der Welt).

1962 gründete er das Internationale Zentrum für alte und neue Wandteppiche, das die im selben Jahr erstmals ausgerichtete Internationale Biennale der Tapisserie in Lausanne veranstaltet und als weltweit wichtigstes Zentrum der neuen Textilkunst gilt.

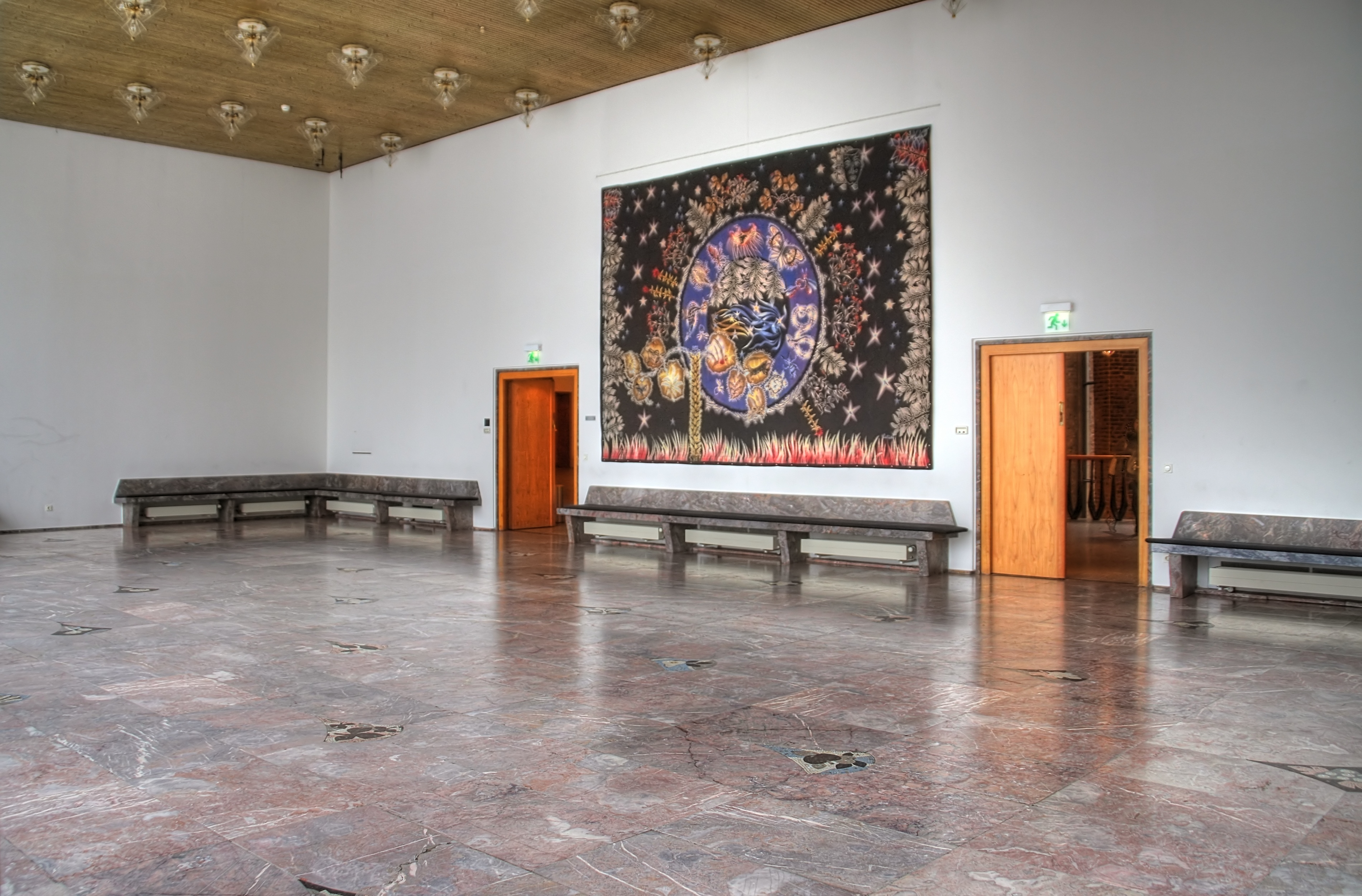
Wandteppich von Jean Lurçat im Kölner Gürzenich (Isabellensaal)

In seinen Tapisserien zeigt Lurçat „die Verbindung von moderner Formensprache und Rückbesinnung auf die mittelalterlichen räumlichen Qualitäten dieser Kunstgattung. Indem er die Tapisserie wieder als Wandvorhang begriff, verzichtete er auf perspektivisch angelegte Bildkompositionen. Indem er in der Tapisserie ein Bildmedium ‚sui generis‘ erkannte, überwand er die Übertragung der Kartonmalerei in gewebte Bilder.“ Seine Wandbehänge schmücken zahlreiche bekannte Gebäude, beispielsweise das UNO-Gebäude in New York, die Église Notre-Dame de Toute Grâce du Plateau d’Assy in den Savoyer Alpen oder den Gürzenich in Köln. In Deutschland sind des Weiteren in der Mercatorhalle Duisburg Der Baum und der Mensch (1960) und Die Sonne und das Meer (1961) zu sehen.
Werke Lurcat befinden sich in wichtigen Sammlungen, u. a. im MoMA und im Metropolitan Museum

## Ehrungen und Auszeichnungen
- 1964: Mitglied der Académie des Beaux-Arts.
- 1966: Die französische Post ehrte Lurçat in seinem Todesjahr am 19. November durch die Herausgabe einer Sonderbriefmarke (Michel 1564) mit der Wiedergabe seines Wandteppichs Der Mond und der Stier.
- 1966: Édition du Club français de la Medaille Paris - Bronzeguss, einseitig, 175 mm, Auflage: 75 von 1 bis 75 nummerierte Exemplare. Medailleur: André Thillou (* 1908). Literatur: CGI-4.3, Seite 1790, Abb. A
- 2021: Benennung eines Asteroiden nach ihm: (555955) Lurçat

## Ausstellungen
- Im Jahr 1959 war Jean Lurçat Teilnehmer der documenta II in Kassel.
- Jean-Lurçat-Museum Eppelborn: Bedeutendste Lurçat-Sammlung im deutschsprachigen Raum. Dieses Museum wurde 2002 gegründet und umfasst mit über 400, von der Paul-Ludwig-Stiftung Jean Lurçat zusammengetragenen Werken (Ölbilder, Gouachen, Lithographien, Tapisserien, Keramik) einen Querschnitt durch das Schaffen des Künstlers.
- 2016: Jean Lurçat - Malerei, Grafik, Bildteppich, Kunstverein „Talstrasse“, Halle (Saale). Katalog.
- 3. 3. – 29. 5. 2023 Kunsthalle „Talstrasse“: Begegnung - Pablo Picasso aus der Sammlung Helmut Klewan trifft Jean Lurçat aus der Sammlung der Paul Ludwig Stiftung[9]